# ГТ-48
ГТ-48 — черенковський телескоп 2-го покоління.

## Черенковське випромінювання
Земна атмосфера, на відміну від видимого діапазону, повністю блокує жорстке гамма-випромінювання. У залежності від його енергій методи реєстрації є різними. Для дослідження випромінювання у діапазоні 105-109 еВ використовують супутники або стратостати (балони), для надвисоких енергій (далі-НВЕ), тобто більше 1011 еВ вже використовують наземні телескопи за допомогою так званого черенковського випромінювання, для енергій від 1014 еВ використовуються сцинтиляційні детектори.
При спостереженні на черенковських телескопах потрібно мати на увазі ту обставину, що сам потік гамма-випромінювання досить малий, — на площу діаметром 400 метрів попадає лише одна частинка за секунду.
Суть спостереження гамма-квантів НВЕ полягає у тому, що при входженні такого кванта в атмосферу Землі він взаємодіє з атомами атмосфери, породжуючи електромагнітний (далі-ЕЛ) каскад вторинних заряджених частинок та фотонів, які дають спалахи черенковського випромінювання. Ці спалахи спостерігаються на Землі у видимому та УФ-діапазонах під малим кутом (близько 1°) до напрямку руху первинного кванту. Площа, котра освітлюється таким спалахом досить велика,- десятки тисяч квадратних метрів. Але неозброєним оком її ніхто ніколи не побачить, — її яскравість знаходиться на рівні фону нічного неба, — 22-23 зоряних величин, а тривалість черенковського спалаху 10 нс!
Основною перешкодою для виявлення та подальшого дослідження джерел гамма-спалахів НВЕ є присутність значного фону космічних променів, частинки яких також породжують черенковські спалахи у атмосфері Землі внаслідок електронно-ядерних каскадів (адронні). В основному ці частинки є протонами з невеликою долею ядер гелію. Їх потім у тисячі разів перевищує потік гамма-квантів НВЕ.
Відбір спалахів, котрі ініційовані гамма-квантами, відбувався на основі наявних відмінностей їх зображень. Головна відмінність між ЕМ та адронними спалахами в тому що внаслідок впливу міжзоряних та міжгалактичних магнітних полів останні будуть мати ізотропний розподіл по небу. Тобто спалахи від гамма-квантів НВЕ орієнтовані у полі зору камери на джерело випромінювання. Щодо відмінностей у самих черенковських спалахах, то внаслідок того, що при ядерних взаємодіях в адронному каскаді вторинні частинки розлітаються під великими кутами, а також те, що даний каскад відбувається на менших висотах, аніж ЕМ-каскад, то зображення спалахів від гамма-квантів мають компактнішу форму та менші кутові розміри. Також використовується факт, що внаслідок різниці у висотах утворення ЕМ та адронних каскадів від останніх буде йти сильний потік УФ-випромінювання (λ=200-300 нм), тобто спалахи від гамма-квантів НВЕ будуть сильно мати набагато слабший потік випромінювання в УФ-діапазоні. Будь-яка з перерахованих вище відмінностей між спалахами, котрі мають різну причину виникнення, може використовуватись для виділення саме спалахів, ініційованих гамма-випромінюванням НВЕ.

## Черенковські телескопи
Для спостереження черенковських спалахів в історичному контексті виділяють два типи телескопів — 1-го та 2-го покоління. Вони, відповідно, використовували два різних методи реєстрації спалахів.
Телескопи першого покоління не могли будувати зображення спалаху і працювали за методом «транзиту» джерела через поле зору телескопа внаслідок обертання Землі. Такі інструменти могли лише зафіксувати факт існування спалаху черенковського випромінювання.
Телескопи другого покоління сильно відрізняються від своїх попередників. Вони можуть будувати зображення черенковського спалаху. Їх технічна інновація — те, що вони являють собою мультидзеркальні системи. Метод спостереження — слідкування за джерелом. Крім того, є можливість отримувати фоновий потік, що згодом використовується при обробці даних.

## Черенковський телескоп 2-го покоління ГТ-48
Як приклад, розглянемо черенковський гамма-телескоп ГТ-48. Цей інструмент належить відділу НДІ КрАО «Лабораторія гамма-астрономії надвисоких енергій». Це перший у світі телескоп, який складається з двох окремих секції, що у свою чергу дозволяє використовувати стереопараметри при відсіювання гамма-подібних спалахів.
Телескоп розташований на висоті 600 м над рівнем моря. Він розрахований на реєстрацію гамма-квантів з пороговою енергією 1 ТеВ. Телескоп складається з двох ідентичних секцій. котрі розташовані на відстані 20 м один від одного по лінії північ-південь. Платформа кожної секції може обертатись навколо своїх осей: по вертикалі — від 0 до 90 градусів, по горизонталі ±270°. Варто зазначити, що внаслідок того, що монтування є альт-азимутальне, то поле зору телескопа обертається відносно його камер. Цей момент враховується у методиках опрацювання даних. На рамі кожної секції змонтована оптична система, котра складається із шести незалежних елементів. Кожен елемент складається з 4 1,2-м сферичних дзеркал, котрі мають спільний фокус. У ньому розташовані світлоприймачі. 4 елемента на кожній секції розраховані на оптичний діапазон. Дзеркала для них мають 5-м фокус. 2 секції приймають ближній УФ. Вони мають 3 м фокус. Кожен світлоприймач кріпиться на 4-ох штангах. Також на штангах кріпляться бленди, які перешкоджають потраплянню паразитного світла. Загальна площа дзеркал 54 м², кількість дзеркал 48 штук.
У ролі світлоприймачів УФ-діапазону виступають сонячно-сліпі фотопомножувачі (по одному ФЕП на приймач) з великим діаметром фотокатоду — 100 мм. Максимум чутливості на 270 нм, довгохвильова границя — 320 нм. Перед вхідним вікном кожного ФЕП розташовані «світлозбиральники» дзеркального типу, які дають виграш у прийманні світла ≈ 2 рази.
Схема установки камер видимого діапазону нагадує бджолині стільники. Камера складається з 37 камер ФЕП-145, котрі мають ε=25%. Спектральна чутливість у діапазоні 200—650 нм з максимумом в області 420—440 нм. Короткий фронт наростання електричного струму (1-2 нс) дозволяє використовувати ці ФЕП для реєстрації черенковських спалахів з тривалістю 10 нс. Зовнішній діаметр фотокатоду 30 мм, робочий-25 мм. Перед кожним ФЕП встановлений плексигласовий конічний світловод. Вхідні отвори світловодів мають шестигранну форму. Цим забезпечується повний збір світла. Середній діаметр світловода має 37 мм, що відповідє куту поля зору 0,4° на одну комірку. Поле зору всієї камери, таким чином, буде 2,6°. Точність позиціювання 0,05°, точність методики вимірювання координат джерела 0,1°. При спостереженні ще використовуються (на апартному рівні) дві системи збігів: перша- на одночасну реєстрацію всіма камерами спалаху, друга — на врахування часу запізнення реєстрації спалаху через рознесеність секцій на 20 м (роздільна здатність 100 нс).